# Direção Geral de Contrainteligência Militar
A Direção Geral de Contrainteligência Militar (DGCIM) é uma organização venezuelana de contrainteligência militar, com sede principal em Petare, estado de Miranda, Venezuela; cuja função é impedir a espionagem ou inteligência inimiga – interna e externa – realizada por militares e civis contra o comandante-em-chefe e a Força Armada Nacional Bolivariana (FANB), para que seja garantida a segurança e a defesa da nação. Da mesma forma, cabe-lhe fornecer informações aos órgãos da FANB e prestar segurança aos subordinados do DGCIM que o necessitarem. Foi apontada como um órgão de tortura, perseguição e repressão do governo venezuelano contra a dissidência, conforme denunciado pelo Alto Comissário das Nações Unidas para os Direitos Humanos e pela Anistia Internacional.
Atualmente, é dirigida pelo Major-general Javier Marcano Tábata e, na subdireção, pelo General de divisão Carlos Ramón Enrique Carvallo Guevara.

## História
A origem da criação deste organismo ocorreu em 1974, quando surgiu com o nome original, ainda conhecido pela sociedade pelas siglas (DIM) – Direção de Inteligência Militar. A partir de 16 de maio de 1977, a organização militar mudou seu nome para Direção Geral Setorial de Inteligência Militar (DGSIM) e, mais tarde, para Direção Geral de Inteligência Militar (DGIM). Com esses nomes, sua função consistia em operações de inteligência militar relativas a nações estrangeiras. Em 21 de julho de 2011, a organização adotou o nome atual, Direção Geral de Contrainteligência Militar (DGCIM), tendo como função a contrainteligência voltada para indivíduos contrários ao governo nacional.
A partir de 1989, após os distúrbios e saques do Caracazo, a organização realizou invasões domiciliares na Paróquia 23 de Janeiro de Caracas e, simultaneamente, cometeu abusos contra os residentes do local. Em 2 de abril de 2009, agentes da Direção Geral de Inteligência Militar (DGIM) prenderam o Ministro da Defesa, opositor ao governo de Hugo Chávez, Raúl Isaías Baduel, que foi encarcerado por 8 anos.
Em setembro de 2022, um novo relatório da ONU menciona a existência de 17 casas clandestinas de tortura em Caracas, operadas pelo Serviço Bolivariano de Inteligência Nacional e pelo DGCIM de Nicolás Maduro. O administrador responsável foi identificado como o Tenente-coronel Alexander Enrique Granko Arteaga, conhecido como o torturador apelidado de “Barba”, ao lado do diretor geral de Assuntos Especiais do DGCIM, Gustavo Enrique González, MG Antonio José Benavides Torres, . A missão documentou os casos de 122 vítimas submetidas à tortura, violência sexual e a outros tratamentos desumanos nos centros da Direção Geral de Contrainteligência Militar (DGCIM). Destituíram 10 funcionários do DGCIM em 20 de novembro, dos quais dois são os comissários Argenis Gregorio Linarez Márquez e Juan Bautista García Arocha, protegidos do Tenente-coronel Alexander Enrique Granko Arteaga, chefe da Direção de Assuntos Especiais (DAE) do DGCIM. Um deles foi destituído por extorsão e roubo, e o outro por tortura e morte de um funcionário do CICPC.

## Direção
A organização é composta por militares, contra-espiões, agentes, investigadores, informantes, funcionários, arquivistas e civis. É dirigida pelo Major-general Iván Hernández Dala. A organização é administrada ou depende do Ministério do Poder Popular para a Defesa, que coordena suas atividades.
A sede principal da Direção Geral de Contrainteligência Militar (DGCIM) está localizada em Petare, Município Sucre, Paróquia Leoncio Martínez, Urbanização Boleíta Norte, Rua Vargas, Quinta Crespo, Edifício DGCIM.

## Direção de Assuntos Especiais (DAE)
A Direção de Assuntos Especiais (DAE) é considerada um “grupo de choque” deste organismo de inteligência e repressão, que está dirigido – desde 2017 – por Alexander Enrique Granko Arteaga, também conhecido como “Barba”, o qual foi identificado pela Missão Internacional Independente de Determinação dos Fatos da ONU como um dos responsáveis pelas torturas aplicadas ali, como parte da “máquina” criada por Nicolás Maduro para reprimir sistematicamente a dissidência. Ele recebe ordens diretas do diretor geral do DGCIM, Iván Rafael Hernández Dala.
Um relatório da ONU, em setembro de 2022, menciona a existência de 17 casas clandestinas de tortura em Caracas. Soube-se que o administrador responsável foi identificado como Alexander Enrique Granko Arteaga, o torturador apelidado de Barba, juntamente com o diretor geral de Assuntos Especiais do DGCIM, Gustavo Enrique González. A missão documentou os casos de 122 vítimas submetidas à tortura, violência sexual e outros tratamentos desumanos nos centros da Direção Geral de Contrainteligência Militar (DGCIM).
Em abril de 2023, jornalistas identificaram – em um programa de Diosdado Cabello – que foram expostos ao público 26 funcionários, com nome e sobrenome, da Direção de Assuntos Especiais (DAE) da Direção Geral de Contrainteligência Militar (DGCIM), dirigidos, em especial, ao capitão Moisés Saúl Méndez Calderón, identificado como o “torturador número 4”. Outros foram apontados, como Major Barrio José Peña, Major Pirela Ismael, Major Rodríguez Juan, Major Soto Dávila Jean Pier, Major Sánchez Colmenares Germán, Major Hernán Cárdenas Naranjo Jesús, Major Uzcátegui Pulgar César, capitães,  tenente e demais. No entanto, um grupo de vítimas consultadas constatou que faltava um dos principais: Jonatahan Eduardo Becerra Requena, também conhecido como "Piraña".

## Violações dos direitos humanos
A Direção Geral de Contrainteligência Militar tem sido responsável por inúmeros casos de detenções arbitrárias, torturas e assassinatos.

### Casas clandestinas de tortura
Um relatório da Missão de crimes de lesa humanidade da ONU detalhou os 17 locais de detenção clandestina utilizados pelo DGCIM, em setembro de 2022, os quais são administrados pelo Tenente-coronel Alexander Enrique Granko Arteaga, diretor de Assuntos Especiais (DAE) do DGCIM; dentre eles, destacam-se:
- Um terreno no bairro de Prados del Este em Caracas.
- Uma casa chamada Tamanco, próxima ao Hotel Tamanco, em Caracas.
- Uma casa chamada La Trinidad, em Caracas.
- Uma casa chamada Galpón, no bairro de Guarenas, em Caracas.
- Um local em San Bernardino, próximo ao restaurante Crema Paraíso, em Caracas (atualmente pertencente ao DAES).
- Uma casa no bairro de Bello Monte, em Caracas.
- Uma casa no setor de La Mariposa, denominada “Casa de Granko número 1”.
- Uma casa chamada Galpón, na Mariposa.
- Uma casa no setor de Los Naranjos.
- Uma casa no setor Lomas de Las Mercedes.
- Edifício de Operações Especiais Catia Pérez Bonalde (ocupado pela Força).

Esta última é uma base operacional controlada por funcionários totalmente corruptos, que dispõem de uma grande equipe multidisciplinar. É dirigida pelos comissários Panda, Heikalt Machado e Jordan (recentemente detido no estado de Carabobo por extorsão e sequestro), os quais são comandados por um capitão de sobrenome Polanco, que atua diretamente na sede principal do DGCIM. Essa sede foi tomada à força por esses funcionários, sem consulta à população local, causando pressão e temor com sua presença.
Nesta base, foram elaborados diversos relatórios negativos transcritos pelo cidadão Carlos Figueiras Rúa, ex-promotor do Ministério Público e advogado da base, com o objetivo de desestabilizar a região venezuelana mediante processos forjados contra diversas instituições – pois impediram a continuidade operacional de outros funcionários, os quais descobririam irregularidades na operação. Cumpre notar que essas pessoas eram executoras do Comissário (R) José Jonathan Pérez Noguera, também conhecido como JJ, que foi julgado por diversos crimes contra o Estado e posteriormente posto em liberdade, evidenciando a corrupção que os permeia.
Esta base é fundamental para as operações clandestinas desses comissários na região da capital, como evidenciado pela captura do Chefe de Operações desta base no Estado de Carabobo.

### Tortura e assassinatos

#### José Alberto Marulanda
Em 20 de maio de 2018, oficiais do DGCIM prenderam o médico-cirurgião José Alberto Marulanda, no dia em que ocorreram as eleições presidenciais na Venezuela, e posteriormente ele foi levado para a sede do Serviço Bolivariano de Inteligência Nacional (SEBIN). Apesar de ser civil, quatro dias depois – em 24 de maio – foi apresentado perante tribunais militares, em Fuerte Tiuna, para ser acusado. De acordo com Alfredo Romero, diretor do Foro Penal, Marulanda não teve a oportunidade de se defender, tendo sido conduzido pela porta dos fundos do tribunal. Durante sua detenção, Marulanda foi torturado por funcionários, chegando a ficar surdo no ouvido direito após um golpe, além de perder a sensibilidade nas mãos. Advogados do Foro Penal explicaram que os funcionários do DGCIM prenderam o traumatologista apenas por manter um relacionamento sentimental com uma oficial da Armada Nacional, supostamente envolvida em reuniões para promover um levante militar que tiraria o poder de Nicolás Maduro, mas, por estar fora do alcance dos órgãos de segurança, optaram por prender sua parceira.

#### Rafael Acosta Arévalo
Nesse mesmo dia, funcionários da Direção Geral de Contrainteligência Militar (DGCIM) e do Serviço Bolivariano de Inteligência (SEBIN) prenderam sete pessoas, entre militares e policiais ativos e aposentados. Entre os presos estavam dois coronéis aposentados, um general de brigada da aviação, um tenente-coronel do Exército, dois comissários aposentados do CICPC e um capitão de corbeta da Armada, Rafael Acosta Arévalo. Em 26 de junho, após seis dias sem notícias sobre seu paradeiro, a prisão de Acosta foi anunciada pelo ministro da Comunicação e Informação, Jorge Rodríguez.
Em 28 de junho, Rafael Acosta Arévalo foi transferido por uma comissão do DGCIM para a sede do tribunal militar para sua audiência de apresentação, chegando em uma cadeira de rodas com graves indícios de tortura. Os funcionários do DGCIM impediram que a entrevista com seus advogados fosse realizada em caráter reservado. O capitão apresentava diversas escoriações nos braços, pouca sensibilidade nas mãos, inchaço extremo nos pés, vestígios de sangue nas unhas e lesões no torso. Rafael também não conseguia mover as mãos ou os pés, nem se levantar ou falar, exceto para aceitar o nomeação de seu defensor e pedir auxílio ao seu advogado.
O juiz ordenou que o capitão fosse transferido para o Hospital Militar do Exército Dr. Vicente Salias Sanoja, "Hospitalito", localizado em Fuerte Tiuna, Devido ao seu estado físico crítico, sua audiência de apresentação foi adiada; posteriormente, o juiz comunicou que Rafael Acosta havia falecido durante a noite no hospital.
Após as denúncias terem sido tornadas públicas, não era possível pesquisar a etiqueta «DGCIM» na plataforma Twitter, supostamente devido a um bloqueio.

#### Igbert Marín Chaparro
Em 2 de março de 2018, o militar Igbert Marín Chaparro foi preso, juntamente com outros oito funcionários, por autoridades da Direção Geral de Contrainteligência Militar (DGCIM) e levado para a sede em Boleíta (Petare), após uma reunião realizada com seus subordinados e chefes em instalações militares de Caracas, na qual foram reivindicadas melhores condições alimentares para a tropa armada, condenada a corrupção institucional na FANB e exigido equipamento para as unidades. Seus comentários o levaram, posteriormente, a se reunir com o Ministro do Poder Popular para a Defesa da Venezuela, G/J Vladimir Padrino López, onde a situação foi confirmada. Entre as acusações contra ele estão: “Traição à pátria, incitação à rebelião e ações contra o decoro militar”. Familiares e advogados de Marín denunciaram que ele foi vítima de tortura por funcionários do DGCIM.

### Os Acreditados
Em maio de 2019, a advogada Tamara Sujú denunciou uma suposta organização paralela à Direção Geral de Contrainteligência Militar (DGCIM) denominada «Los Acreditados», sob a direção do major Alexander Granko Arteaga. O grupo, composto por cerca de 300 indivíduos armados (entre militares, pranes, civis e presos comuns), financiado pela Guarda Nacional e aprovado pelo major-general Richard López Vargas, foi treinado em ações de comando durante três meses para proteger pessoas importantes (escoltas). Foram dotados de 10 veículos do tipo táxi Orinoco, 3 camionetas e 100 motos; formado pelo general Sergio Negrín Alvarado (assassinado em outubro de 2020), pelos capitães Germán Antonio Sánchez (Santiago), Jesús Cárdenas (Camaleón) e pela tenente Gabriela Alas (a cochina). Eles passaram a ser conhecidos como "Coletivos do Leste".

### Denúncia de sequestro de Ronald Ojeda no Chile
Iván Simonovis denunciou, em 21 de fevereiro de 2024, que o ex-tenente Ronald Ojeda foi sequestrado no Chile durante a madrugada, supostamente por funcionários do DGCIM que se fizeram passar por oficiais de imigração chilenos.

### Detenções arbitrárias após as eleições presidenciais de 2024
Após as eleições presidenciais, realizadas em 28 de julho, aumentaram os casos de detenções arbitrárias de dirigentes políticos e cidadãos venezuelanos por parte do DGCIM e de outros órgãos policiais.

#### Ativação da "Operação Tun Tun" após os resultados presidenciais
“É uma operação não formal que implica uma escalada repressiva na Venezuela”, define Gonzalo Himiob, da ONG Foro Penal.
A Operação Tun Tun é uma medida coercitiva implementada pelo governo de Nicolás Maduro na Venezuela, iniciada após as eleições de 28 de julho de 2024. Esta operação caracteriza-se por prisões massivas de manifestantes e opositores políticos. O nome “Tun Tun” faz referência a uma frase popular na Venezuela que simboliza a repressão e o temor das batidas noturnas. A oposição e vários países questionaram a legitimidade das eleições, alegando fraude e falta de transparência nos resultados.
A operação tem sido amplamente criticada por organizações de direitos humanos, que denunciam violações sistemáticas dos direitos civis e políticos. Além disso, gerou uma onda de protestos tanto dentro quanto fora do país, com apelos internacionais pela restauração da democracia e pelo respeito aos direitos humanos na Venezuela.

#### Agressão pós-eleitoral na Venezuela em 2024
Após as eleições presidenciais de 28 de julho de 2024 na Venezuela, intensificou-se uma onda de agressão e medo no país. Desde o dia seguinte às eleições, manifestantes, observadores eleitorais, jornalistas e ativistas de direitos humanos têm sido alvo de perseguição e prisões. Pelo menos 1.400 pessoas foram encarceradas em prisões de alta periculosidade, e muitos opositores optaram por se esconder ou fugir do país para evitar represálias.
A repressão manifestou-se de diversas formas, incluindo ameaças verbais e físicas por parte das forças de segurança e de grupos aliados ao governo. Observadores eleitorais denunciaram irregularidades no processo de votação, como a interrupção da apuração e o mau funcionamento das urnas eletrônicas. Tais ações geraram um clima de intimidação que silenciou muitos críticos do governo de Nicolás Maduro.
O impacto humano dessa repressão é significativo, com depoimentos de pessoas que tiveram que abandonar seus lares e mudar de residência para evitar serem presas. Famílias dos detidos se reúnem nos arredores das prisões para tentar ver seus entes queridos e levar alimentos. A situação agravou a crise política e social no país, gerando uma atmosfera de medo e incerteza.

#### Denúncias à Corte Penal Internacional por crimes de lesa humanidade após as eleições presidenciais
Em 17 de agosto de 2024, um grupo de juristas internacionais e ex-altos funcionários de diversos países apresentou uma denúncia formal à Corte Penal Internacional (CPI), acusando o governo de Nicolás Maduro de cometer crimes de lesa humanidade na Venezuela. A denúncia, respaldada por especialistas em direito penal, internacional e direitos humanos, destaca graves violações contra a população civil, incluindo detenções arbitrárias, tortura, estupros, execuções sumárias e perseguição política sistemática, especialmente após as eleições presidenciais de 28 de julho de 2024.
O governo desencadeou uma onda de repressão sem precedentes contra a oposição e os manifestantes civis. A denúncia enfatiza que esses crimes não são incidentes isolados, mas parte de uma política de Estado destinada a silenciar qualquer forma de dissidência. Entre as instituições envolvidas estão a Direção Geral de Contrainteligência Militar (DGCIM), o Serviço Bolivariano de Inteligência Nacional (SEBIN) e a Guarda Nacional Bolivariana (GNB), além de grupos paramilitares conhecidos como "coletivos".
Os juristas instam a CPI a agir com urgência para prevenir a continuidade desses crimes. A denúncia enfatiza a responsabilidade da cadeia de comando dentro do regime governamental, incluindo Nicolás Maduro e outros altos funcionários, que teriam ordenado e facilitado tais violações.

## Sanções
Em 11 de julho de 2019, o Departamento do Tesouro dos Estados Unidos sancionou a Direção Geral de Contrainteligência Militar após a morte do capitão de corbeta Rafael Acosta Arévalo, congelando todas as propriedades que o DGCIM possua sob jurisdição dos Estados Unidos e proibindo-o de realizar transações financeiras com qualquer pessoa situada nos Estados Unidos.